# Guillermo Lana
Guillermo Lana Baquedano (Estella, 1 de agosto de 1984) é um ciclista espanhol. É profissional desde 2010, quando estreou-se na equipe Caja Rural.

## Palmarés
Ainda não conseguiu nenhuma vitória como profissional.